# Jan Májíček
Jan Májíček (* 1984 Kladno) je český levicový politik, publicista a aktivista, člen Levice.

## Život
Narodil se v roce 1984 v Kladně. Po maturitě nejprve absolvoval studium filozofie a získal bakalářský titul, v letech 2010 až 2013 pak studoval politologii a získal magisterský titul. Při studiu se zaměřil na politickou filozofii. Již v roce 2000 se stal aktivistou, přičemž se postupně zapojil do celé řady různých iniciativ jako Ne základnám, jíž byl v letech 2006 až 2009 mluvčím, a která se stavěla proti výstavbě Radaru v Brdech. Ještě před tím byl v letech 2002 až 2006 koordinátor Iniciativy proti válce. Kromě toho byl v letech 2011 až 2012 zapojen v iniciativě ProAlt, kde působil jako koordinátor spolupráce s odbory, od března do prosince 2012 byl tiskovým mluvčím platformy Stop Vládě (vůči vládě Petra Nečase). V letech 2015 až 2019 působil jako koordinátor platformy Stop TTIP. V roce 2008 gratuloval Hizballáhu k vítězství nad Izraelem.
Je rovněž aktivním publicistou, a to v periodicích jako Deník Referendum, A2larm, Britské listy, Literární noviny nebo v letech 2004 až 2019 časopisu Solidarita. Je také členem Socialistické Solidarity. V letech 2013 až 2020 působil jako projektový koordinátor a vedoucí projektu Ekunemické akademie Praha. V dubnu 2020 začal působit jako projektový koordinátor v Nadaci Rosy Luxemburgové.
Od září 2014 do února 2018 působil jako politický analytik pro europoslankyni Kateřinu Konečnou z KSČM, od září 2018 do května 2019 působil jako politický analytik europoslance za KSČM Jiřího Maštálky. Ve sněmovních volbách v roce 2021 kandidoval jako lídr kandidátní listiny Levice v Praze. Získal 29 preferenčních hlasů a nebyl zvolen. V evropských volbách v roce 2024 byl poté lídrem kandidátní listiny Levice. Získal 135 preferenčních hlasů a europoslancem tak zvolen nebyl. Je kritikem KSČM, a to zejména kvůli její údajné spolupráci s krajní pravicí a nacionalisty.
Ve sněmovních volbách v roce 2025 je lídrem kandidátní listiny Levice ve Středočeském kraji.